# مریم (مادر یعقوب پسر حلفا)

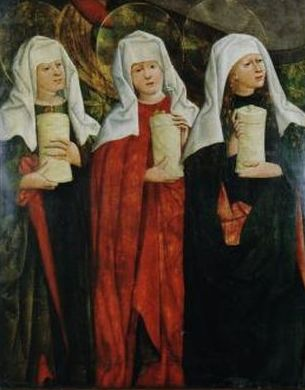
سه مریم در آرامگاهِ عیسی

مریم در انجیل‌های هم‌نوا زنی است که پس از خاکسپاریِ عیسی مسیح بهمراهِ جوانا و سالومه به آرامگاهِ وی رفت اما آنجا را خالی یافت. کلیسای لوتریِ میسوری، وی را رسماً از گروهِ مِرّداران شناخته است.
مریم، مادرِ یعقوب پسر حلفا بود.